# Рангипо
Рангипо е малка пустиня, разположена във вулканично плато в центъра на Северния остров на Нова Зеландия.
Пустинният климат там се дължи на разположените три големи планински масива в западната част на пустинята. Върховете Тонгариро, Руапехо и Нгаурухое спират валежите и спомагат за тежкия пустинен климат.

Количеството на дъждовете падащи за година е между 1000 мм.3 и 2500 мм.3 Надморската височина е 1000 м. Растителността е минимална и е предимно трънливи храсти и лишеи пригодени към типа климат. Тежки снеговалежи – рядко срещани в останалата част на острова – също са често срещано явление през зимата, което е доста любопитно, като се има в предвид, че става въпрос за пустиня.
Интересно е, че там са снимани сцените от филма „Властелинът на пръстените“, в които виждаме портата на Мордор и марша на наемниците от южните земи на Средната земя.